# Acalypha cundinamarcensis
Acalypha cundinamarcensis é uma espécie de flor do gênero Acalypha, pertencente à família Euphorbiaceae.